# Carl Struck

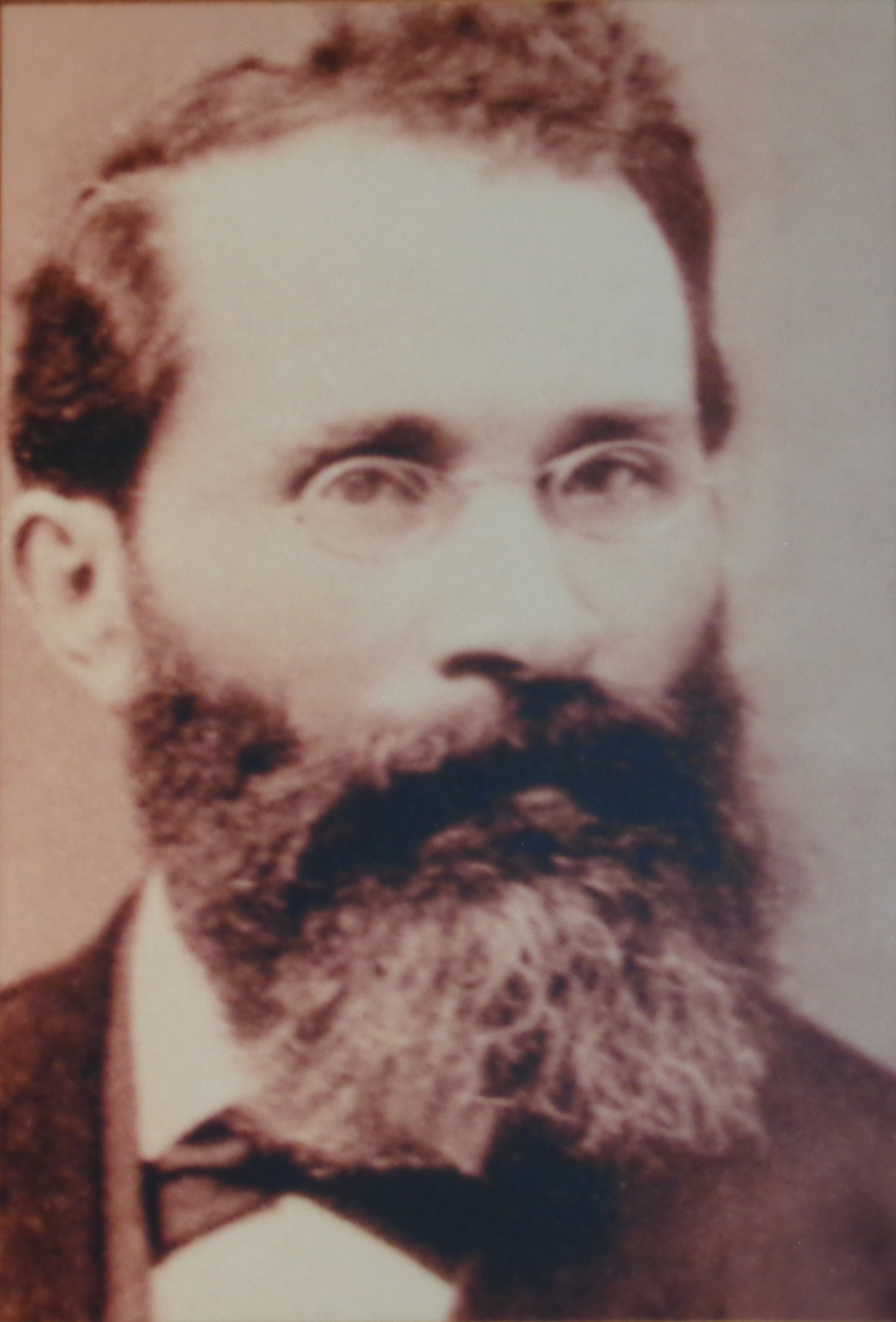
Carl Struck

Carl Struck (* 31. August 1832 in Wismar; † 24. Dezember 1898 in Waren (Müritz)) war ein deutscher Lehrer und Naturkundler in Mecklenburg.

## Leben
Struck besuchte bis 1846 Schulen seiner Vaterstadt. 1846/47 auf das Lehrfach vorbereitet, kehrte er als Hilfslehrer nach Wismar zurück. Von  1849 bis 1853 war er Hauslehrer in Preußen. Danach wirkte er drei Jahre als Hilfslehrer an der höheren Bürgerschule in Malchin. Nachdem er von 1856 bis 1858 den Seminarkursus in Ludwigslust absolviert hatte, kam er als Lehrer nach Dargun (1858). Von dort wurde er 1863 nach Waren versetzt, zunächst an die höhere Bürgerschule, Ostern 1869 an das Progymnasium. Wegen gesundheitlicher Probleme musste er 1896 seine Lehrertätigkeit am Gymnasium aufgeben.
Struck war Konservator des 1866 von Hermann von Maltzan begründeten Naturhistorischen Museums. Unermüdlich und mit glänzendem Erfolg ordnete und vermehrte er die reichen Sammlungen.

## Ehrungen
- Ehrenmitglied des Vereins der Freunde der Naturgeschichte in Mecklenburg (1897)[1]